# 飯島村 (茨城県)
飯島村（いいじまむら）は茨城県猿島郡にかつて存在した村である。現在の茨城県坂東市の東部に位置する。

## 歴史
- 1889年（明治22年）4月1日 - 町村制施行により、勘助新田・幸田村新田・猫実村新田・神田山新田・大口村新田・大馬新田・庄右衛門新田・平八新田が合併し猿島郡飯島村が成立する。
- 1955年（昭和30年）3月1日 - 岩井町・七郷村・神大実村・中川村・弓馬田村・長須村・七重村と合併し、改めて岩井町が発足。同日飯島村廃止。

## 概要
1955年の飯島村消滅後も『飯島』という地名は残っており、現在でも坂東市立飯島小学校に地名を残しているほか、一般的に飯島小区内は飯島地区と呼ばれる。